# Bosmal City Center
Il Bosmal City Centre (in bosniaco, croato e in serbo Босмалов градски центар?, Bosmalov gradski centar), noto anche con l'acronimo di BCC, è un grattacielo alto 118 metri situato a Sarajevo, in Bosnia ed Erzegovina.

## Descrizione
È il secondo edificio residenziale più alto dei Balcani e in assoluto il secondo più alto della Bosnia. Oltre alle unità abitative, il complesso ospita attività commerciali, tra cui ristoranti e negozi.
Il progetto dell'edificio, che è costato 120 milioni di euro ha coinvolto settanta aziende e ha impiegato circa 3.500 lavoratori.